# لامار اسمیت
لامار اسمیت (به انگلیسی: Lamar Smith) نمایندهٔ حوزه انتخابیه تگزاس از حزب جمهوری‌خواه ایالات متحده آمریکا در مجلس نمایندگان ایالات متحده آمریکا است که برای نخستین‌بار در ۶ ژانویه ۱۹۸۷ میلادی به‌عضویت این مجلس درآمد.